# لویدز بانک

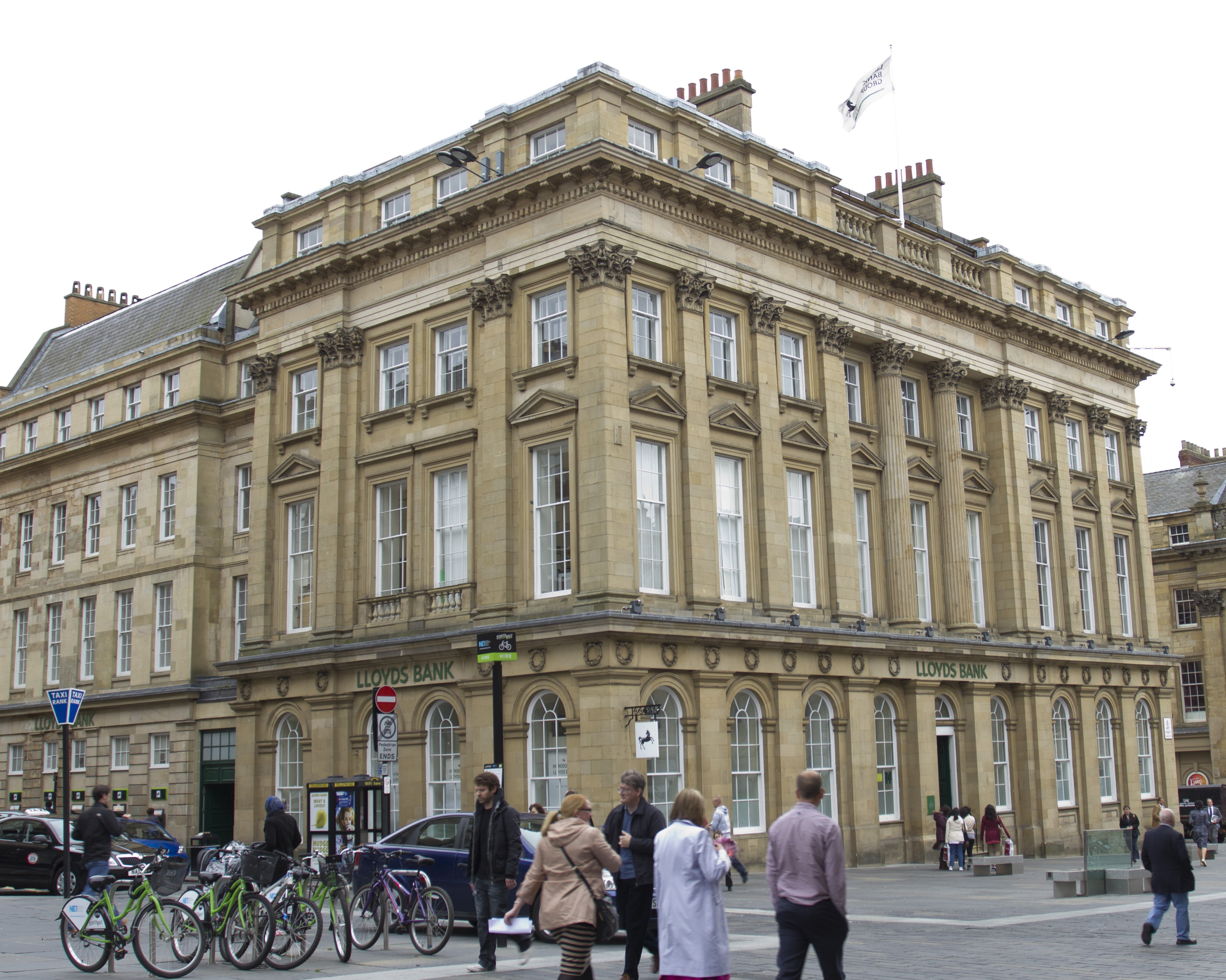
ساختمان لویدز بانک نیوکاسل

لویدز بانک (به انگلیسی: Lloyds Bank) بانک بریتانیایی است، که به‌عنوان بازوی خدمات بانکداری لویدز بانکینگ گروپ بر ارائه خدمات بانکداری خرد، بانکداری سرمایه‌گذاری و خدمات بیمه متمرکز می‌باشد.
لویدز بانک در سال ۱۷۶۵ توسط جان تایلور و سامپسون لوید، در بیرمنگام تأسیس شد و در حال حاضر یکی از ۴ بانک بزرگ تسویه وجوه در بریتانیا به‌شمار می‌آید. شعبه مرکزی این بانک در شهر لندن قرار دارد.